# Salto Tandem
Salto Tandem é uma variação do pára-quedismo tradicional, onde saltam duas pessoas: um instrutor, com bastante experiência, e um passageiro, normalmente um novato. O salto é realizado em queda livre, normalmente a uma altura de 3000 a 4000 metros, com o passageiro agarrado por uma armação tandem ao instrutor, o qual utiliza um pára-quedas desenvolvido exclusivamente para suportar duas pessoas.
O Salto Tandem é a maneira mais rápida e simples de fazer um salto em pára-quedas.O mesmo pode ser efetuado por pessoas de qualquer idade (dos dezesseis aos noventa e seis), já que o controle sobre o salto não depende do aluno mas sim do instrutor que conta com uma ampla e vasta experiência de saltos e que se encarrega de toda a segurança. 
Após uns 50 segundos de queda livre, com a dupla atingindo a velocidade aproximada de 200 km/h, o instrutor abre o pára-quedas, seguindo-se mais 5 a 10 minutos de voo e finalmente a aterragem no local escolhido.
O nome tandem vem da preposição latina tandem (enfim, em suma), que no final do século XVIII passou a designar a bicicleta tandem, uma espécie de cabriolé descoberto puxado por dois cavalos em linha, mais tarde também uma bicicleta com dois assentos e, por extensão de sentido, qualquer conjunto de duas unidades dispostas uma atrás da outra, como é o caso do instrutor e do passageiro nesse tipo de salto (conforme o Dicionário Houaiss).
Saltar de páraquedas em tandem é uma actividade relativamente recente. A primeira vez que duas pessoas pessoas saltaram usando o mesmo paraquedas, foi em 1977, mas só em 1983 é que um grupo de engenheiros construtores de páraquedas testaram o primeiro páraquedas tandem concebido para esse efeito.
O inventor, Ted Strong patenteou finalmente um páraquedas para saltos tandem ( saltos duplos) , em 1987, o Dual Hawk Tandem Parachute System.
Os saltos de páraquedas tandem foram concebidos para instrução de quedalivre de novos páraquedistas, que com pouca formação prática prévia, poderiam ao longo de vários saltos, aprender a controlar a queda livre e a condução do páraquedas
Hoje, estima-se que se realizam cerca de 1 milhão de saltos de páraquedas em tandem em todo o mundo.
O salto em  queda livre a cerca de 200 km/h dura o  tempo aproximado de 50 segundos. O instrutor irá abrir o paraquedas a 1500 metros do solo. 